# 前川朝平
前川 朝平（まえかわ ちょうへい、1944年9月15日 - 2008年6月27日）は、日本の政治家。
宜野湾市議会議員（当選7回）、政党そうぞう幹事長を務めた。沖縄県島尻郡伊是名村出身、沖縄大学中退。

## 経歴
1997年、自民党推薦で宜野湾市長選挙に出馬するが革新勢力の推す比嘉盛光に敗れ落選。沖縄県議会議員復帰後、保守系無所属議員で構成される会派・21世紀クラブを経て衆議院議員・下地幹郎が結成した政党そうぞうに参加。2005年12月に沖縄県選挙管理委員会へ政党そうぞう設立を届け出た際、幹事長に就任する。
2007年度より宜野湾市議会副議長を務めていたが、体調不良のため入院し2008年6月27日に死去。後任の幹事長にはうるま市議会議員の中村正人が就任した。